# فهرست ایالت‌های آمریکا بر پایه مساحت

ایالت‌ها بر پایه مساحت

در اینجا فهرست ایالت‌ها، ناحیه فدرال و قلمروهای بزرگ آن بر اساس مساحت کل، مساحت خشکی و مساحت آبی ارائه شده‌است. مساحت آبی شامل آب‌های داخلی، آب‌های داخلی، دریاچه‌های بزرگ و آب‌های سرزمینی است.

## مساحت ایالات
| ایالت                             | مساحت کل | مساحت کل     | مساحت کل  | مساحت خشکی | مساحت خشکی   | مساحت خشکی | مساحت خشکی | آب ها | آب ها      | آب ها   | آب ها |
| ایالت                             | رتبه     | مایل مربع    | km۲       | رتبه       | مایل مربع    | km۲        | % خشکی     | رتبه  | مایل مربع  | km۲     | % آب  |
| --------------------------------- | -------- | ------------ | --------- | ---------- | ------------ | ---------- | ---------- | ----- | ---------- | ------- | ----- |
| آلاسکا                            | ۱        | ۶۶۵٬۳۸۴٫۰۴   | ۱٬۷۲۳٬۳۳۷ | ۱          | ۵۷۰٬۶۴۰٫۹۵   | ۱٬۴۷۷٬۹۵۳  | ۸۵٫۷۶٪     | ۱     | ۹۴٬۷۴۳٫۱۰  | ۲۴۵٬۳۸۴ | ۱۴٪   |
| تگزاس                             | ۲        | ۲۶۸٬۵۹۶٫۴۶   | ۶۹۵٬۶۶۲   | ۲          | ۲۶۱٬۲۳۱٫۷۱   | ۶۷۶٬۵۸۷    | ۹۷٫۲۶٪     | ۸     | ۷٬۳۶۴٫۷۵   | ۱۹٬۰۷۵  | ۳٪    |
| کالیفرنیا                         | ۳        | ۱۶۳٬۶۹۴٫۷۴   | ۴۲۳٬۹۶۷   | ۳          | ۱۵۵٬۷۷۹٫۲۲   | ۴۰۳٬۴۶۶    | ۹۵٫۱۶٪     | ۶     | ۷٬۹۱۵٫۵۲   | ۲۰٬۵۰۱  | ۵٪    |
| مونتانا                           | ۴        | ۱۴۷٬۰۳۹٫۷۱   | ۳۸۰٬۸۳۱   | ۴          | ۱۴۵٬۵۴۵٫۸۰   | ۳۷۶٬۹۶۲    | ۹۸٫۹۸٪     | ۲۶    | ۱٬۴۹۳٫۹۱   | ۳٬۸۶۹   | ۱٪    |
| نیومکزیکو                         | ۵        | ۱۲۱٬۵۹۰٫۳۰   | ۳۱۴٬۹۱۷   | ۵          | ۱۲۱٬۲۹۸٫۱۵   | ۳۱۴٬۱۶۱    | ۹۹٫۷۶٪     | ۴۹    | ۲۹۲٫۱۵     | ۷۵۷     | ۰٪    |
| آریزونا                           | ۶        | ۱۱۳٬۹۹۰٫۳۰   | ۲۹۵٬۲۳۴   | ۶          | ۱۱۳٬۵۹۴٫۰۸   | ۲۹۴٬۲۰۷    | ۹۹٫۶۵٪     | ۴۸    | ۳۹۶٫۲۲     | ۱٬۰۲۶   | ۰٪    |
| نوادا                             | ۷        | ۱۱۰٬۵۷۱٫۸۲   | ۲۸۶٬۳۸۰   | ۷          | ۱۰۹٬۷۸۱٫۱۸   | ۲۸۴٬۳۳۲    | ۹۹٫۲۸٪     | ۳۶    | ۷۹۰٫۶۵     | ۲٬۰۴۸   | ۱٪    |
| کلرادو                            | ۸        | ۱۰۴٬۰۹۳٫۶۷   | ۲۶۹٬۶۰۱   | ۸          | ۱۰۳٬۶۴۱٫۸۹   | ۲۶۸٬۴۳۱    | ۹۹٫۵۷٪     | ۴۴    | ۴۵۱٫۷۸     | ۱٬۱۷۰   | ۰٪    |
| اورگن                             | ۹        | ۹۸٬۳۷۸٫۵۴    | ۲۵۴٬۷۹۹   | ۱۰         | ۹۵٬۹۸۸٫۰۱    | ۲۴۸٬۶۰۸    | ۹۷٫۵۷٪     | ۲۰    | ۲٬۳۹۰٫۵۳   | ۶٬۱۹۱   | ۲٪    |
| وایومینگ                          | ۱۰       | ۹۷٬۸۱۳٫۰۱    | ۲۵۳٬۳۳۵   | ۹          | ۹۷٬۰۹۳٫۱۴    | ۲۵۱٬۴۷۰    | ۹۹٫۲۶٪     | ۳۷    | ۷۱۹٫۸۷     | ۱٬۸۶۴   | ۱٪    |
| میشیگان                           | ۱۱       | ۹۶٬۷۱۳٫۵۱    | ۲۵۰٬۴۸۷   | ۲۲         | ۵۶٬۵۳۸٫۹۰    | ۱۴۶٬۴۳۵    | ۵۸٫۴۶٪     | ۲     | ۴۰٬۱۷۴٫۶۱  | ۱۰۴٬۰۵۲ | ۴۲٪   |
| مینه‌سوتا                          | ۱۲       | ۸۶٬۹۳۵٫۸۳    | ۲۲۵٬۱۶۳   | ۱۴         | ۷۹٬۶۲۶٫۷۴    | ۲۰۶٬۲۳۲    | ۹۱٫۵۹٪     | ۹     | ۷٬۳۰۹٫۰۹   | ۱۸٬۹۳۰  | ۸٪    |
| یوتا                              | ۱۳       | ۸۴٬۸۹۶٫۸۸    | ۲۱۹٬۸۸۲   | ۱۲         | ۸۲٬۱۶۹٫۶۲    | ۲۱۲٬۸۱۸    | ۹۶٫۷۹٪     | ۱۷    | ۲٬۷۲۷٫۲۶   | ۷٬۰۶۴   | ۳٪    |
| آیداهو                            | ۱۴       | ۸۳٬۵۶۸٫۹۵    | ۲۱۶٬۴۴۳   | ۱۱         | ۸۲٬۶۴۳٫۱۲    | ۲۱۴٬۰۴۵    | ۹۸٫۸۹٪     | ۳۳    | ۹۲۵٫۸۳     | ۲٬۳۹۸   | ۱٪    |
| کانزاس                            | ۱۵       | ۸۲٬۲۷۸٫۳۶    | ۲۱۳٬۱۰۰   | ۱۳         | ۸۱٬۷۵۸٫۷۲    | ۲۱۱٬۷۵۴    | ۹۹٫۳۷٪     | ۴۲    | ۵۱۹٫۶۴     | ۱٬۳۴۶   | ۱٪    |
| نبراسکا                           | ۱۶       | ۷۷٬۳۴۷٫۸۱    | ۲۰۰٬۳۳۰   | ۱۵         | ۷۶٬۸۲۴٫۱۷    | ۱۹۸٬۹۷۴    | ۹۹٫۳۲٪     | ۴۱    | ۵۲۳٫۶۴     | ۱٬۳۵۶   | ۱٪    |
| داکوتای جنوبی                     | ۱۷       | ۷۷٬۱۱۵٫۶۸    | ۱۹۹٬۷۲۹   | ۱۶         | ۷۵٬۸۱۱٫۰۰    | ۱۹۶٬۳۵۰    | ۹۸٫۳۱٪     | ۲۹    | ۱٬۳۰۴٫۶۸   | ۳٬۳۷۹   | ۲٪    |
| واشینگتن (ایالت)                  | ۱۸       | ۷۱٬۲۹۷٫۹۵    | ۱۸۴٬۶۶۱   | ۲۰         | ۶۶٬۴۵۵٫۵۲    | ۱۷۲٬۱۱۹    | ۹۳٫۲۱٪     | ۱۱    | ۴٬۸۴۲٫۴۳   | ۱۲٬۵۴۲  | ۷٪    |
| داکوتای شمالی                     | ۱۹       | ۷۰٬۶۹۸٫۳۲    | ۱۸۳٬۱۰۸   | ۱۷         | ۶۹٬۰۰۰٫۸۰    | ۱۷۸٬۷۱۱    | ۹۷٫۶۰٪     | ۲۴    | ۱٬۶۹۷٫۵۲   | ۴٬۳۹۷   | ۲٪    |
| اکلاهما                           | ۲۰       | ۶۹٬۸۹۸٫۸۷    | ۱۸۱٬۰۳۷   | ۱۹         | ۶۸٬۵۹۴٫۹۲    | ۱۷۷٬۶۶۰    | ۹۸٫۱۳٪     | ۳۰    | ۱٬۳۰۳٫۹۵   | ۳٬۳۷۷   | ۲٪    |
| میزوری                            | ۲۱       | ۶۹٬۷۰۶٫۹۹    | ۱۸۰٬۵۴۰   | ۱۸         | ۶۸٬۷۴۱٫۵۲    | ۱۷۸٬۰۴۰    | ۹۸٫۶۱٪     | ۳۲    | ۹۶۵٫۴۷     | ۲٬۵۰۱   | ۱٪    |
| فلوریدا                           | ۲۲       | ۶۵٬۷۵۷٫۷۰    | ۱۷۰٬۳۱۲   | ۲۶         | ۵۳٬۶۲۴٫۷۶    | ۱۳۸٬۸۸۷    | ۸۱٫۵۵٪     | ۳     | ۱۲٬۱۳۲٫۹۴  | ۳۱٬۴۲۴  | ۱۸٪   |
| ویسکانسین                         | ۲۳       | ۶۵٬۴۹۶٫۳۸    | ۱۶۹٬۶۳۵   | ۲۵         | ۵۴٬۱۵۷٫۸۰    | ۱۴۰٬۲۶۸    | ۸۲٫۶۹٪     | ۴     | ۱۱٬۳۳۸٫۵۷  | ۲۹٬۳۶۷  | ۱۷٪   |
| جورجیا                            | ۲۴       | ۵۹٬۴۲۵٫۱۵    | ۱۵۳٬۹۱۰   | ۲۱         | ۵۷٬۵۱۳٫۴۹    | ۱۴۸٬۹۵۹    | ۹۶٫۷۸٪     | ۲۲    | ۱٬۹۱۱٫۶۶   | ۴٬۹۵۱   | ۳٪    |
| ایلینوی                           | ۲۵       | ۵۷٬۹۱۳٫۵۵    | ۱۴۹٬۹۹۵   | ۲۴         | ۵۵٬۵۱۸٫۹۳    | ۱۴۳٬۷۹۳    | ۹۵٫۸۷٪     | ۱۹    | ۲٬۳۹۴٫۶۲   | ۶٬۲۰۲   | ۴٪    |
| آیووا                             | ۲۶       | ۵۶٬۲۷۲٫۸۱    | ۱۴۵٬۷۴۶   | ۲۳         | ۵۵٬۸۵۷٫۱۳    | ۱۴۴٬۶۶۹    | ۹۹٫۲۶٪     | ۴۵    | ۴۱۵٫۶۸     | ۱٬۰۷۷   | ۱٪    |
| نیویورک (ایالت)                   | ۲۷       | ۵۴٬۵۵۴٫۹۸    | ۱۴۱٬۲۹۷   | ۳۰         | ۴۷٬۱۲۶٫۴۰    | ۱۲۲٬۰۵۷    | ۸۶٫۳۸٪     | ۷     | ۷٬۴۲۸٫۵۸   | ۱۹٬۲۴۰  | ۱۴٪   |
| کارولینای شمالی                   | ۲۸       | ۵۳٬۸۱۹٫۱۶    | ۱۳۹٬۳۹۱   | ۲۹         | ۴۸٬۶۱۷٫۹۱    | ۱۲۵٬۹۲۰    | ۹۰٫۳۴٪     | ۱۰    | ۵٬۲۰۱٫۲۵   | ۱۳٬۴۷۱  | ۱۰٪   |
| آرکانزاس                          | ۲۹       | ۵۳٬۱۷۸٫۵۵    | ۱۳۷٬۷۳۲   | ۲۷         | ۵۲٬۰۳۵٫۴۸    | ۱۳۴٬۷۷۱    | ۹۷٫۸۵٪     | ۳۱    | ۱٬۱۴۳٫۰۷   | ۲٬۹۶۱   | ۲٪    |
| آلاباما                           | ۳۰       | ۵۲٬۴۲۰٫۰۷    | ۱۳۵٬۷۶۷   | ۲۸         | ۵۰٬۶۴۵٫۳۳    | ۱۳۱٬۱۷۱    | ۹۶٫۶۱٪     | ۲۳    | ۱٬۷۷۴٫۷۴   | ۴٬۵۹۷   | ۳٪    |
| لوئیزیانا                         | ۳۱       | ۵۲٬۳۷۸٫۱۳    | ۱۳۵٬۶۵۹   | ۳۳         | ۴۳٬۲۰۳٫۹۰    | ۱۱۱٬۸۹۸    | ۸۲٫۴۸٪     | ۵     | ۹٬۱۷۴٫۲۳   | ۲۳٬۷۶۱  | ۱۸٪   |
| میسیسیپی (ایالت)                  | ۳۲       | ۴۸٬۴۳۱٫۷۸    | ۱۲۵٬۴۳۸   | ۳۱         | ۴۶٬۹۲۳٫۲۷    | ۱۲۱٬۵۳۱    | ۹۶٫۸۹٪     | ۲۵    | ۱٬۵۰۸٫۵۱   | ۳٬۹۰۷   | ۳٪    |
| پنسیلوانیا                        | ۳۳       | ۴۶٬۰۵۴٫۳۴    | ۱۱۹٬۲۸۰   | ۳۲         | ۴۴٬۷۴۲٫۷۰    | ۱۱۵٬۸۸۳    | ۹۷٫۱۵٪     | ۲۸    | ۱٬۳۱۱٫۶۴   | ۳٬۳۹۷   | ۳٪    |
| اوهایو                            | ۳۴       | ۴۴٬۸۲۵٫۵۸    | ۱۱۶٬۰۹۸   | ۳۵         | ۴۰٬۸۶۰٫۶۹    | ۱۰۵٬۸۲۹    | ۹۱٫۱۵٪     | ۱۴    | ۳٬۹۶۴٫۸۹   | ۱۰٬۲۶۹  | ۹٪    |
| ویرجینیا                          | ۳۵       | ۴۲٬۷۷۴٫۹۳    | ۱۱۰٬۷۸۷   | ۳۶         | ۳۹٬۴۹۰٫۰۹    | ۱۰۲٬۲۷۹    | ۹۲٫۳۲٪     | ۱۵    | ۳٬۲۸۴٫۸۴   | ۸٬۵۰۸   | ۸٪    |
| تنسی                              | ۳۶       | ۴۲٬۱۴۴٫۲۵    | ۱۰۹٬۱۵۳   | ۳۴         | ۴۱٬۲۳۴٫۹۰    | ۱۰۶٬۷۹۸    | ۹۷٫۸۴٪     | ۳۵    | ۹۰۹٫۳۶     | ۲٬۳۵۵   | ۲٪    |
| کنتاکی                            | ۳۷       | ۴۰٬۴۰۷٫۸۰    | ۱۰۴٬۶۵۶   | ۳۷         | ۳۹٬۴۸۶٫۳۴    | ۱۰۲٬۲۶۹    | ۹۷٫۷۲٪     | ۳۴    | ۹۲۱٫۴۶     | ۲٬۳۸۷   | ۲٪    |
| ایندیانا                          | ۳۸       | ۳۶٬۴۱۹٫۵۵    | ۹۴٬۳۲۶    | ۳۸         | ۳۵٬۸۲۶٫۱۱    | ۹۲٬۷۸۹     | ۹۸٫۳۷٪     | ۳۹    | ۵۹۳٫۴۴     | ۱٬۵۳۷   | ۲٪    |
| مین (ایالت)                       | ۳۹       | ۳۵٬۳۷۹٫۷۴    | ۹۱٬۶۳۳    | ۳۹         | ۳۰٬۸۴۲٫۹۲    | ۷۹٬۸۸۳     | ۸۷٫۱۸٪     | ۱۲    | ۴٬۵۳۶٫۸۲   | ۱۱٬۷۵۰  | ۱۳٪   |
| کارولینای جنوبی                   | ۴۰       | ۳۲٬۰۲۰٫۴۹    | ۸۲٬۹۳۳    | ۴۰         | ۳۰٬۰۶۰٫۷۰    | ۷۷٬۸۵۷     | ۹۳٫۸۸٪     | ۲۱    | ۱٬۹۵۹٫۷۹   | ۵٬۰۷۶   | ۶٪    |
| ویرجینیای غربی                    | ۴۱       | ۲۴٬۲۳۰٫۰۴    | ۶۲٬۷۵۶    | ۴۱         | ۲۴٬۰۳۸٫۲۱    | ۶۲٬۲۵۹     | ۹۹٫۲۱٪     | ۵۰    | ۱۹۱٫۸۳     | ۴۹۷     | ۱٪    |
| مریلند                            | ۴۲       | ۱۲٬۴۰۵٫۹۳    | ۳۲٬۱۳۱    | ۴۲         | ۹٬۷۰۷٫۲۴     | ۲۵٬۱۴۲     | ۷۸٫۲۵٪     | ۱۸    | ۲٬۶۹۸٫۶۹   | ۶٬۹۹۰   | ۲۲٪   |
| هاوایی                            | ۴۳       | ۱۰٬۹۳۱٫۷۲    | ۲۸٬۳۱۳    | ۴۷         | ۶٬۴۲۲٫۶۳     | ۱۶٬۶۳۵     | ۵۸٫۷۵٪     | ۱۳    | ۴٬۵۰۹٫۰۹   | ۱۱٬۶۷۸  | ۴۱٪   |
| ماساچوست                          | ۴۴       | ۱۰٬۵۵۴٫۳۹    | ۲۷٬۳۳۶    | ۴۵         | ۷٬۸۰۰٫۰۶     | ۲۰٬۲۰۲     | ۷۳٫۹۰٪     | ۱۶    | ۲٬۷۵۴٫۳۳   | ۷٬۱۳۴   | ۲۶٪   |
| ورمانت                            | ۴۵       | ۹٬۶۱۶٫۳۶     | ۲۴٬۹۰۶    | ۴۳         | ۹٬۲۱۶٫۶۶     | ۲۳٬۸۷۱     | ۹۵٫۸۴٪     | ۴۶    | ۳۹۹٫۷۱     | ۱٬۰۳۵   | ۴٪    |
| نیوهمپشر                          | ۴۶       | ۹٬۳۴۹٫۱۶     | ۲۴٬۲۱۴    | ۴۴         | ۸٬۹۵۲٫۶۵     | ۲۳٬۱۸۷     | ۹۵٫۷۶٪     | ۴۷    | ۳۹۶٫۵۱     | ۱٬۰۲۷   | ۴٪    |
| نیوجرسی                           | ۴۷       | ۸٬۷۲۲٫۵۸     | ۲۲٬۵۹۱    | ۴۶         | ۷٬۳۵۴٫۲۲     | ۱۹٬۰۴۷     | ۸۴٫۳۱٪     | ۲۷    | ۱٬۳۶۸٫۳۶   | ۳٬۵۴۴   | ۱۶٪   |
| کنتیکت                            | ۴۸       | ۵٬۵۴۳٫۴۱     | ۱۴٬۳۵۷    | ۴۸         | ۴٬۸۴۲٫۳۶     | ۱۲٬۵۴۲     | ۸۷٫۳۵٪     | ۳۸    | ۷۰۱٫۰۶     | ۱٬۸۱۶   | ۱۳٪   |
| دلاویر                            | ۴۹       | ۲٬۴۸۸٫۷۲     | ۶٬۴۴۶     | ۴۹         | ۱٬۹۴۸٫۵۴     | ۵٬۰۴۷      | ۷۸٫۲۹٪     | ۴۰    | ۵۴۰٫۱۸     | ۱٬۳۹۹   | ۲۲٪   |
| رود آیلند                         | ۵۰       | ۱٬۵۴۴٫۸۹     | ۴٬۰۰۱     | ۵۰         | ۱٬۰۳۳٫۸۱     | ۲٬۶۷۸      | ۶۶٫۹۲٪     | ۴۳    | ۵۱۱٫۰۷     | ۱٬۳۲۴   | ۳۳٪   |
| واشینگتن دی.سی.                   | —        | ۶۸٫۳۴        | ۱۷۷       | —          | ۶۱٫۰۵        | ۱۵۸        | ۸۹٫۳۳٪     | —     | ۷٫۲۹       | ۱۹      | ۱۱٪   |
| پورتوریکو                         | —        | ۵٬۳۲۴٫۸۴     | ۱۳٬۷۹۱    | —          | ۳٬۴۲۳٫۷۸     | ۸٬۸۶۸      | ۶۴٫۳۰٪     | —     | ۱٬۹۰۱٫۰۷   | ۴٬۹۲۴   | ۳۶٪   |
| جزایر ماریانای شمالی              | —        | ۱٬۹۷۵٫۵۷     | ۵٬۱۱۷     | —          | ۱۸۲٫۳۳       | ۴۷۲        | ۹٫۲۳٪      | —     | ۱٬۷۹۳٫۲۴   | ۴٬۶۴۴   | ۹۱٪   |
| جزایر ویرجین ایالات متحده         | —        | ۷۳۲٫۹۳       | ۱٬۸۹۸     | —          | ۱۳۴٫۳۲       | ۳۴۸        | ۱۸٫۳۳٪     | —     | ۵۹۸٫۶۱     | ۱٬۵۵۰   | ۸۲٪   |
| ساموای آمریکا                     | —        | ۵۸۱٫۰۵       | ۱٬۵۰۵     | —          | ۷۶٫۴۶        | ۱۹۸        | ۱۳٫۱۶٪     | —     | ۵۰۴٫۶۰     | ۱٬۳۰۷   | ۸۷٪   |
| گوآم                              | —        | ۵۷۰٫۶۲       | ۱٬۴۷۸     | —          | ۲۰۹٫۸۰       | ۵۴۳        | ۳۶٫۷۷٪     | —     | ۳۶۰٫۸۲     | ۹۳۵     | ۶۳٪   |
| جزایر کوچک حاشیه‌ای                | —        | ۱۶٫۰۰        | ۴۱        | —          | ۱۶٫۰۰        | ۴۱         | —          | —     | —          | —       | —     |
| سرزمین اصلی                       | کل       | ۳٬۱۲۰٬۴۲۶٫۴۷ | ۸٬۰۸۱٬۸۶۷ | —          | ۲٬۹۵۴٬۸۴۱٫۴۲ | ۷٬۶۵۳٬۰۰۴  | ۹۴٫۶۹٪     | —     | ۱۶۵٬۵۸۴٫۶  | ۴۲۸٬۸۶۲ | ۵٪    |
| ۵۰ ایالت و ناحیه کلمبیا           | کل       | ۳٬۷۹۶٬۷۴۲٫۲۳ | ۹٬۸۳۳٬۵۱۷ | —          | ۳٬۵۳۱٬۹۰۵٫۴۳ | ۹٬۱۴۷٬۵۹۳  | ۹۳٫۰۲٪     | —     | ۲۶۴٬۸۳۶٫۷۹ | ۶۸۵٬۹۲۴ | ۷٪    |
| ۵۰ ایالت، ناحیه کلمبیا و سرزمین‌ها | کل       | ۳٬۸۰۵٬۹۴۳٫۲۶ | ۹٬۸۵۷٬۳۴۸ | —          | ۳٬۵۳۵٬۹۴۸٫۱۲ | ۹٬۱۵۸٬۰۶۴  | ۹۲٫۹۱٪     | —     | ۲۶۹٬۹۹۵٫۱۳ | ۶۹۹٬۲۸۴ | ۷٪    |

## مساحت بر پایه بخش
مساحت بخش‌های ایالات متحده:
| بخش             | مساحت کل | مساحت کل     | مساحت کل  | مساحت خشکی | مساحت خشکی | مساحت خشکی | مساحت خشکی | آب   | آب         | آب      | آب     |
| بخش             | رتبه     | مایل مربع    | km۲       | رتبه       | مایل مربع  | km۲        | % خشکی     | رتبه | مایل مربع  | km۲     | % آب   |
| --------------- | -------- | ------------ | --------- | ---------- | ---------- | ---------- | ---------- | ---- | ---------- | ------- | ------ |
| مرکزی شمال شرقی | ۵        | ۳۰۱٬۳۶۸٫۵۷   | ۷۸۰٬۵۴۱   | ۶          | ۲۴۲٬۹۰۲٫۴۴ | ۶۲۹٬۱۱۴    | ۸۰٫۶۰٪     | ۲    | ۵۸٬۴۶۶٫۱۳  | ۱۵۱٬۴۲۷ | ۱۹٫۴۰٪ |
| مرکزی جنوب شرقی | ۷        | ۱۸۳٬۴۰۳٫۸۹   | ۴۷۵٬۰۱۴   | ۷          | ۱۷۸٬۲۸۹٫۸۳ | ۴۶۱٬۷۶۹    | ۹۷٫۲۱٪     | ۹    | ۵٬۱۱۴٫۶۰   | ۱۳٬۲۴۷  | ۲٫۷۹٪  |
| میانه اطلس      | ۸        | ۱۰۹٬۳۳۱٫۸۹   | ۲۸۳٬۱۶۸   | ۸          | ۹۹٬۲۲۳٫۳۲  | ۲۵۶٬۹۸۷    | ۹۰٫۷۵٪     | ۶    | ۱۰٬۱۰۸٫۵۷  | ۲۶٬۱۸۱  | ۹٫۲۵٪  |
| کوهستانی        | ۲        | ۸۶۳٬۵۶۴٫۶۳   | ۲٬۲۳۶٬۶۲۲ | ۲          | ۸۵۵٬۷۶۶٫۹۸ | ۲٬۲۱۶٬۴۲۶  | ۹۹٫۱۰٪     | ۸    | ۷٬۷۹۷٫۶۵   | ۲۰٬۱۹۶  | ۰٫۹۰٪  |
| نیو انگلند      | ۹        | ۷۱٬۹۸۷٫۹۶    | ۱۸۶٬۴۴۸   | ۹          | ۶۲٬۶۸۸٫۴۶  | ۱۶۲٬۳۶۲    | ۸۷٫۰۸٪     | ۷    | ۹٬۲۹۹٫۵۰   | ۲۴٬۰۸۶  | ۱۲٫۹۲٪ |
| آرام            | ۱        | ۱٬۰۰۹٬۶۸۷٫۰۰ | ۲٬۶۱۵٬۰۷۷ | ۱          | ۸۹۵٬۲۸۶٫۳۳ | ۲٬۳۱۸٬۷۸۱  | ۸۸٫۶۷٪     | ۱    | ۱۱۴٬۴۰۰٫۶۷ | ۲۹۶٬۲۹۶ | ۱۱٫۳۳٪ |
| اطلس جنوبی      | ۶        | ۲۹۲٬۹۹۰٫۴۶   | ۷۵۸٬۸۴۲   | ۵          | ۲۶۵٬۰۶۱٫۹۷ | ۶۸۶٬۵۰۷    | ۹۰٫۴۷٪     | ۳    | ۲۷٬۹۲۸٫۴۹  | ۷۲٬۳۳۴  | ۹٫۵۳٪  |
| مرکزی شمال غربی | ۳        | ۵۲۰٬۳۵۵٫۸۰   | ۱٬۳۴۷٬۷۱۵ | ۳          | ۵۰۷٬۶۲۰٫۰۸ | ۱٬۳۱۴٬۷۳۰  | ۹۷٫۵۵٪     | ۵    | ۱۲٬۷۳۵٫۷۲  | ۳۲٬۹۸۵  | ۲٫۴۵٪  |
| مرکزی جنوب غربی | ۴        | ۴۴۴٬۰۵۲٫۰۱   | ۱٬۱۵۰٬۰۸۹ | ۴          | ۴۲۵٬۰۶۶٫۰۱ | ۱٬۱۰۰٬۹۱۶  | ۹۵٫۷۲٪     | ۴    | ۱۸٬۹۸۶٫۰۰  | ۴۹٬۱۷۴  | ۴٫۲۸٪  |

## مساحت بر پایه منطقه
مساحت مناطق ایالات متحده:
| بخش       | مساحت کل | مساحت کل     | مساحت کل  | مساحت خشکی | مساحت خشکی   | مساحت خشکی | مساحت خشکی | آب   | آب         | آب      | آب     |
| بخش       | رتبه     | مایل مربع    | km۲       | رتبه       | مایل مربع    | km۲        | % خشکی     | رتبه | مایل مربع  | km۲     | % آب   |
| --------- | -------- | ------------ | --------- | ---------- | ------------ | ---------- | ---------- | ---- | ---------- | ------- | ------ |
| غرب میانه | ۳        | ۸۲۱٬۷۲۴٫۳۸   | ۲٬۱۲۸٬۲۵۶ | ۳          | ۷۵۰٬۵۲۲٫۵۲   | ۱٬۹۴۳٬۸۴۴  | ۹۱٫۳۴٪     | ۲    | ۷۱٬۲۰۱٫۸۶  | ۱۸۴٬۴۱۲ | ۸٫۶۶٪  |
| شمال‌شرق   | ۴        | ۱۸۱٬۳۱۹٫۸۵   | ۴۶۹٬۶۱۶   | ۴          | ۱۶۱٬۹۱۱٫۷۸   | ۴۱۹٬۳۵۰    | ۸۹٫۳۰٪     | ۴    | ۱۹٬۴۰۸٫۰۷  | ۵۰٬۲۶۷  | ۱۰٫۷۰٪ |
| جنوب      | ۲        | ۹۲۰٬۴۴۶٫۳۷   | ۲٬۳۸۳٬۹۴۵ | ۲          | ۸۶۸٬۴۱۷٫۸۲   | ۲٬۲۴۹٬۱۹۲  | ۹۴٫۳۵٪     | ۳    | ۵۲٬۰۲۸٫۵۵  | ۱۳۴٬۷۵۳ | ۵٫۶۵٪  |
| غرب       | ۱        | ۱٬۸۷۳٬۲۵۱٫۶۳ | ۴٬۸۵۱٬۶۹۹ | ۱          | ۱٬۷۵۱٬۰۵۳٫۳۱ | ۴٬۵۳۵٬۲۰۷  | ۹۳٫۴۸٪     | ۱    | ۱۲۲٬۱۹۸٫۳۲ | ۳۱۶٬۴۹۲ | ۶٫۵۲٪  |